# Григорівка (Броварський район)
Григорі́вка —  село в Україні, у Броварському районі Київської області. Входить до складу Березанської міської громади. Населення становить 520 осіб.

## Історія
Першопоселенцем був Григорій Сидоренко, що переїхав сюди бл. 1950 р. із Кулябівки та заснував першу садибу. На його честь і було назване село. [джерело?]

## Населення
Згідно з переписом УРСР 1989 року чисельність наявного населення села становила 557 осіб, з яких 248 чоловіків та 309 жінок.
За переписом населення України 2001 року в селі мешкало 465 осіб.

### Мова
Розподіл населення за рідною мовою за даними перепису 2001 року:
| Мова       | Відсоток |
| ---------- | -------- |
| українська | 97,21 %  |
| російська  | 2,15 %   |
| польська   | 0,64 %   |

## Галерея краєвидів села

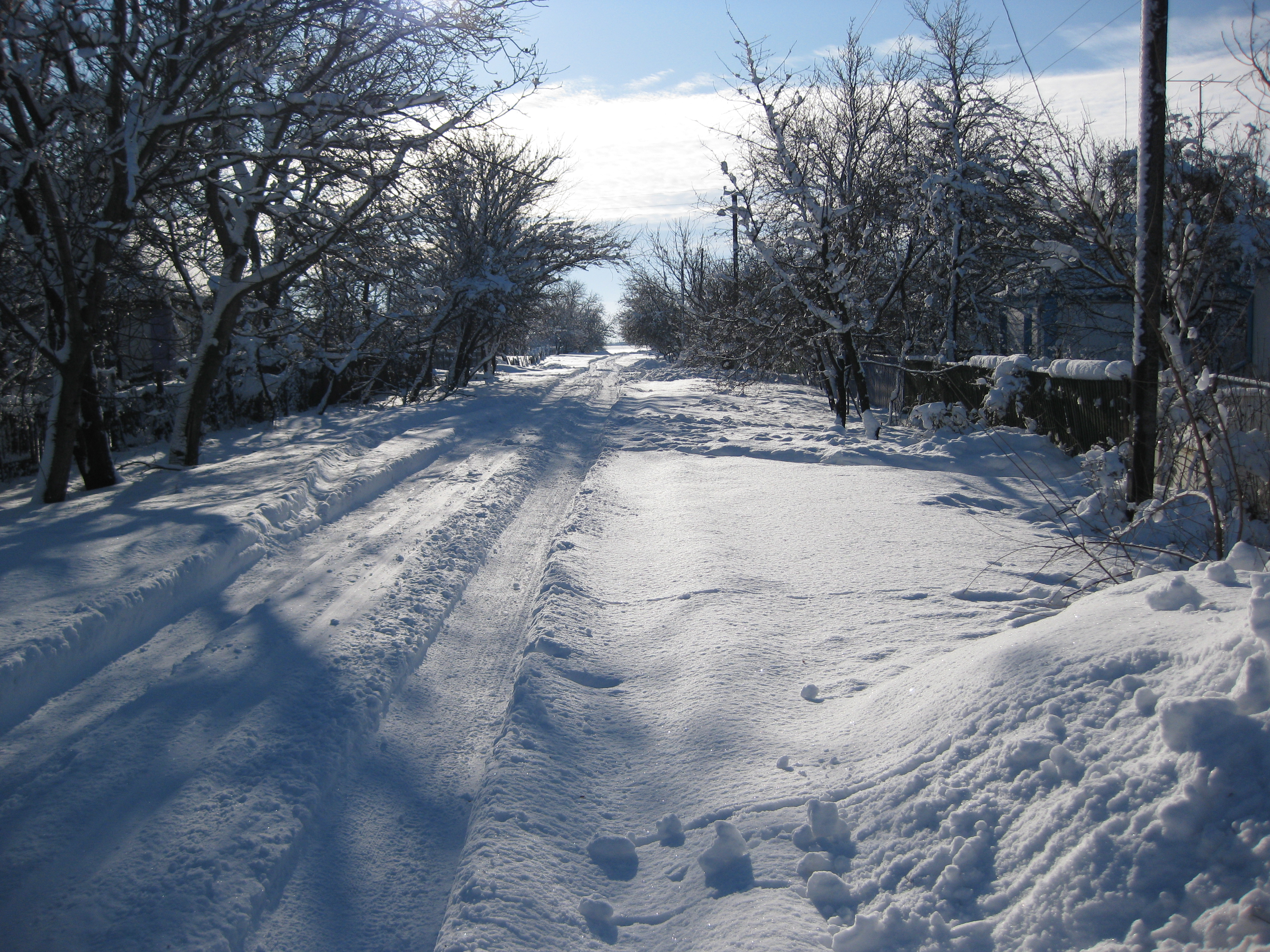
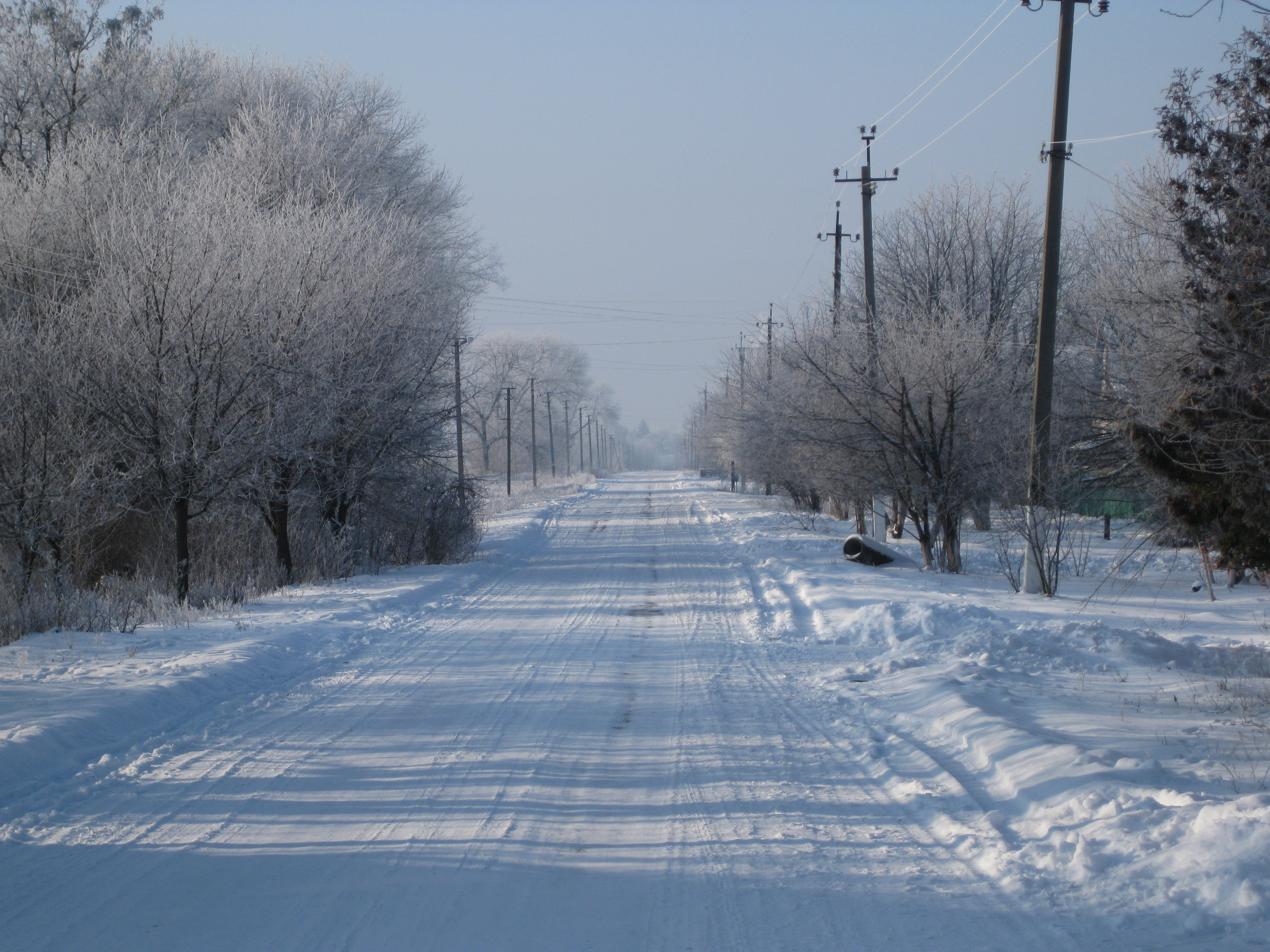
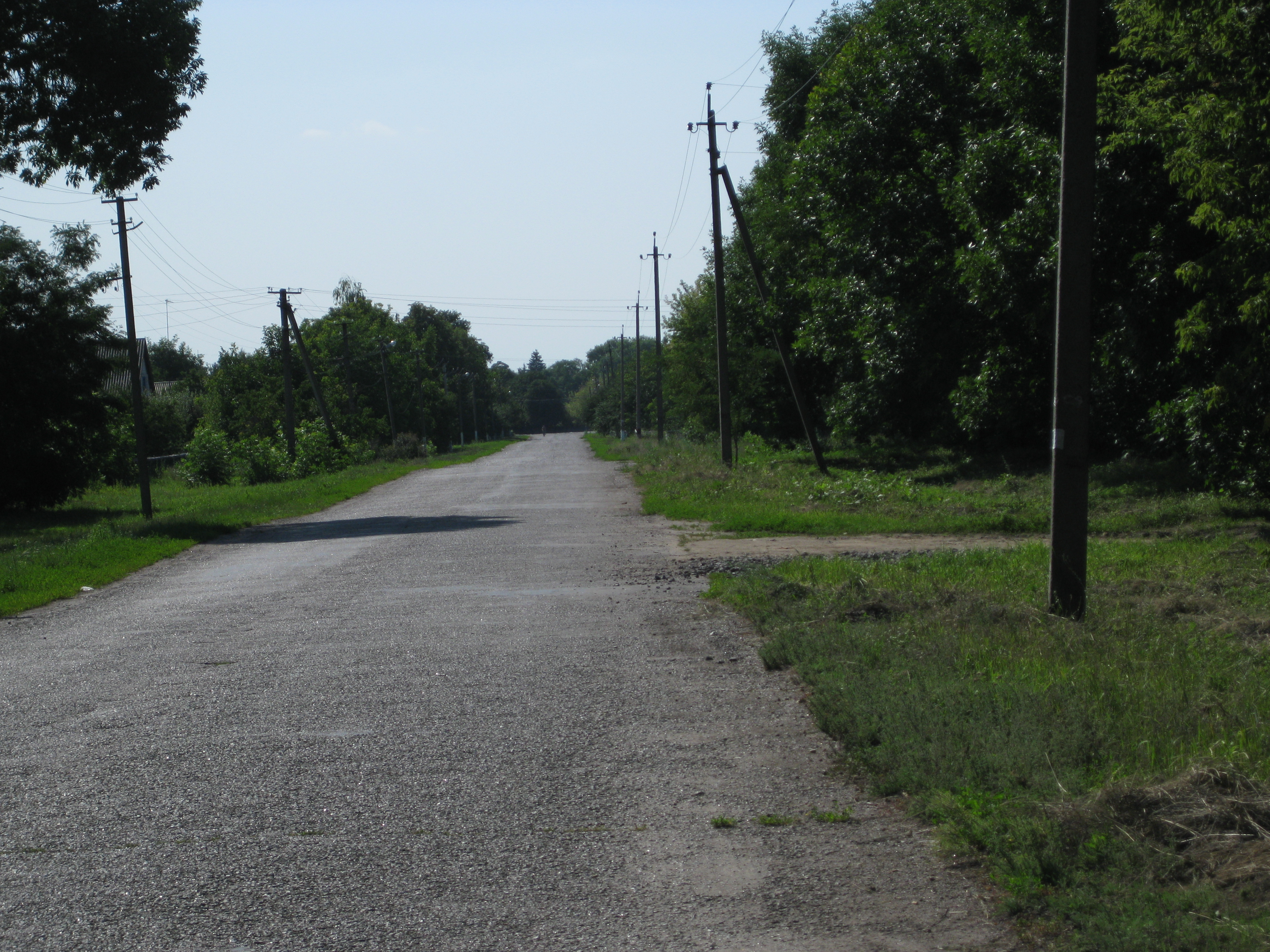